# Françoise
Françoise ist ein weiblicher Vorname.

## Herkunft und Bedeutung
Der Name ist die weibliche Form von François, deutsch Franziska, siehe Franz.

## Herrscherinnen oder adlige Namensträgerinnen
- Françoise d’Alençon (1490/91–1550), französische Adlige
- Françoise d’Amboise (1427–1485), Herzogin von Bretagne als Ehefrau des Herzogs Peter II
- Françoise d’Aubigné, marquise de Maintenon (1635–1719), Mätresse Ludwigs XIV.
- Françoise Babou de La Bourdaisière (≈1542–1592), französische Adlige, Mutter von Gabrielle d’Estrées
- Françoise Marie de Bourbon (1677–1749), Tochter Ludwigs XIV.
- Françoise de Bourbon-Vendôme (1539–1587), Tochter von Louis III. de Bourbon, duc de Montpensier
- Françoise de Brézé (1518–1577), französische Aristokratin der Renaissance und letzte Angehörige des Hauses Brézé
- Françoise de Châlus (1734–1821), Mätresse des französischen Königs Ludwig XV.
- Françoise de La Chassaigne (1544–1627), französische Adelige und Ehefrau von Michel de Montaigne
- Françoise de Dinan (1436–1500), in ihrer Jugend die reichste bretonische Erbin ihrer Zeit und 45 Jahre später die Gouvernante Anne de Bretagnes
- Françoise de Foix (1490/95–1537), Mätresse des französischen Königs Franz I.
- Françoise de Lorraine-Mercœur (1592–1669), Herzogin von Mercœur und Penthièvre
- Françoise de Montglat (≈1550–1633), Gouvernante der königlichen Kinder Frankreichs von 1600 bis 1615
- Françoise de Montmorency-Fosseux (1564–?), Mätresse des französischen Königs Heinrich IV.
- Françoise Madeleine d’Orléans (1648–1664), französische Adelige
- Françoise Robertet (1519–1580), französische Adlige
- Françoise de Rochechouart, bekannt als Madame de Montespan (1640–1707), Mätresse Ludwigs XIV.
- Françoise de Rohan (≈1540–1591), französische Adlige

## Andere Namensträgerinnen

### Vorname

#### A
- Françoise Abanda (* 1997), kanadische Tennisspielerin
- Françoise Adnet (1924–2014), französische Pianistin und Malerin
- Françoise Arnoul (1931–2021), französische Schauspielerin
- Françoise Aubut (1922–1984), kanadische Organistin und Musikpädagogin

#### B
- Françoise Barré-Sinoussi (* 1947), französische Virologin und Nobelpreisträgerin, Mitentdeckerin des AIDS-Erregers
- Françoise Basseporte (1701–1780), französische Malerin und Kupferstecherin
- Françoise Bella (* 1983), kamerunische Fußballspielerin
- Françoise Benoît-Fresco, Szenenbildnerin
- Marie-Françoise Bernard (1819–1901), französische Anti-Vivisektionistin
- Françoise Bertin (1925–2014), französische Schauspielerin
- Françoise Bettencourt-Meyers (* 1953), französische Industriellen-Erbin und Autorin
- Françoise Blanchard (1954–2013), französische Schauspielerin
- Françoise Bonnot (1939–2018), französische Filmeditorin
- Françoise Bozon (* 1963), französische Skirennläuferin
- Françoise Brion (* 1933), französische Schauspielerin
- Françoise Brochard-Wyart (* 1944), französische Physikerin
- Françoise Burdet (* 1967), Schweizer Bobfahrerin, Weltmeisterin

#### C
- Françoise Cachin (1936–2011), französische Kunsthistorikerin
- Françoise Cactus (1964–2021), deutsch-französische Autorin
- Françoise Castex (* 1956), französische Politikerin, MdEP
- Françoise de Cezelli (1558–1615), französische Kriegsheldin
- Françoise Chandernagor (* 1945), französische Schriftstellerin
- Françoise Choay (1925–2025), französische Architekturhistorikerin und Denkmalpflegerin
- Françoise Christophe (1923–2012), französische Schauspielerin
- Françoise Combes (* 1952), französische Astronomin
- Françoise Cordon, bekannt als Mademoiselle Lecompte (≈1656 –1716), französische Schauspielerin
- Françoise Cotron-Henry (1936–1975), französische Pianistin und Komponistin

#### D
- Françoise David (* 1948), kanadische Politikerin und feministische Aktivistin
- Françoise Demulder (1947–2008), französische Fotojournalistin und Kriegsfotografin
- Françoise Dolto (1908–1988), französische Kinderärztin und Psychoanalytikerin
- Françoise Dorin (1928–2018), französische Schauspielerin
- Françoise Dorléac (1942–1967), französische Schauspielerin
- Françoise Dorner (* 1949), französische Schauspielerin und Schriftstellerin
- Françoise Dumas (* 1960), französische Politikerin
- Françoise Duparc (1726–1778), französische Genremalerin
- Françoise Dürr (* 1942), französische Tennisspielerin

#### E
- Françoise d’Eaubonne  (1920–2005), französische Autorin und Frauenrechtlerin

#### F
- Françoise Fabian (* 1933), französische Filmschauspielerin
- Françoise Forges (* 1958), französische Wirtschaftswissenschaftlerin
- Françoise Frenkel (1889–1975), polnische Buchhändlerin und Autorin

#### G
- Françoise Gaill (* 1948), französische Biologin und Ozeanografin
- Françoise Annette Marie Mathilde Gautsch, Pseudonym Françoise Arnoul (1931–2021), französische Schauspielerin
- Françoise Gasse (1942–2014), Paläobiologin, Diatomeenspezialistin und Paläoklimatologin
- Françoise Marie Jeanne Élisabeth Gaultier, bekannt als Madame Drouin (1720–1803), französische Schauspielerin
- Françoise Gerbaulet (* 1948), französische Schriftstellerin
- Françoise Gilot (1921–2023), französische Malerin, Kunstkritikerin, Schriftstellerin und Geliebte von Pablo Picasso
- Françoise Giroud (1916–2003), französische Schriftstellerin, Journalistin und Politikerin
- Françoise Godde (* 1944), französische Schauspielerin
- Françoise Gisou van der Goot (* 1964), niederländische Molekularbiologin
- Françoise de Graffigny (1695–1758), französische Schriftstellerin und Dichterin
- Françoise Groben (1965–2011), luxemburgische Cellistin
- Françoise Grossetête (* 1946), französische Politikerin (UMP), MdEP

#### H
- Françoise Hardy (1944–2024), französische Schlagersängerin
- Françoise Henry (1902–1982), französische Kunsthistorikerin und Keltologin
- Françoise Héritier (1933–2017), französische Anthropologin, Ethnologin und Frauenrechtlerin
- Françoise Hetto-Gaasch (* 1960), luxemburgische Politikerin

#### J
- Françoise Jaquet (* 1957), Schweizer Mikrobiologin und Sportfunktionärin des Schweizer Alpen-Clubs (SAC)
- Françoise Javet (1922–2008), französische Filmeditorin
- Françoise Jézéquel (* 1970), französische Fußballspielerin

#### K
- Françoise Kubler (* 1958), französische Sängerin

#### L
- Françoise Labrique (* 1949), belgische Ägyptologin
- Françoise Lamnabhi-Lagarrigue (* 1953), französische Mathematikerin und Physikerin
- Françoise Landowski-Caillet (1917–2007), französische Pianistin und Malerin
- Françoise Laurent-Perrigot (* 1950), französische Politikerin
- Françoise Lebrun (* 1944), französische Schauspielerin
- Françoise Levie (* 1940), belgische Filmproduzentin, -regisseurin und -autorin
- Françoise Lilar, bekannt als Françoise Mallet-Joris (1930–2016), belgische Schriftstellerin
- Françoise Lucas (* 1939), französische Eisschnellläuferin

#### M
- Françoise Macchi (* 1951), französische Skirennläuferin
- Françoise Mallet-Joris (1930–2016), belgische Schriftstellerin
- Françoise Mbango Etone (* 1976), kamerunische Leichtathletin
- Françoise Mezière (1745–1794), französische geweihte Jungfrau, die während der Französischen Revolution zum Tode verurteilt und hingerichtet wurde
- Françoise Jacob de Montfleury, bekannt als Mademoiselle Dennebault (1642–1708)
- Françoise Mouly (* 1955), französische, in den USA tätige Verlegerin und Herausgeberin

#### N
- Françoise de Nérestang (1951–1652), französische Zisterzienserin, Äbtissin und Klosterreformerin
- Françoise Ninghetto (* 1947), Schweizer Kunsthistorikerin
- Françoise Nyssen (* 1951), französische Verlegerin

#### O
- Françoise Olivier-Coupeau (1959–2011), französische Politikerin (PS), Mitglied der Nationalversammlung

#### P
- Françoise de Panafieu (* 1948), französische Politikerin
- Françoise Perret (1919–1986), Schweizer Politikerin und Journalistin
- Françoise Perroton (1796–1873), französische römisch-katholische Ordensfrau und Missionarin in Ozeanien
- Françoise Pierzou (* 1944), französische Künstlerin
- Françoise Franchon Pitel de Longchamp, bekannt als Françoise Raisin (1662–1721), französische Schauspielerin
- Françoise Pitteloud (1951–2022), Schweizer Politikerin
- Françoise Pollet (* 1949), französische Sopranistin
- Françoise Pouradier Duteil (* 1937), französisch-deutsche Sprachwissenschaftlerin
- Françoise Prenant (* 1952), französische Filmeditorin, Filmregisseurin und Drehbuchautorin
- Françoise Prévost (1929–1997), französische Schauspielerin
- Françoise Prévost (1680–1741), Pariser Tänzerin und Primaballerina

#### Q
- Françoise Quéré, bekannt als Rosette (* 1959), französische Schauspielerin, Filmemacherin und Autorin
- Françoise Quoirez, bekannt als Françoise Sagan (1935–2004), französische Schriftstellerin

#### R
- Françoise Raisin (1662–1721), französische Schauspielerin
- Françoise Renaud (* 1956), französische Schriftstellerin
- Françoise Renet (1925–1995), französische Organistin
- Françoise Robin (* 1968), französische Professorin für Tibetologie
- Françoise Rosay (1891–1974), französische Schauspielerin
- Françoise Rudetzki (1948–2022), französische Juristin

#### S
- Françoise Eléonore Dejean de Manville, Comtesse de Sabran (1749–1827), Persönlichkeit der Pariser Salons
- Françoise Sagan (1935–2004), französische Schriftstellerin
- Françoise Salmon (1917–2014), französische Bildhauerin
- Françoise Saudan (* 1939), Schweizer Politikerin
- Françoise Seigner (1928–2008), französische Schauspielerin
- Françoise Spira (1928–1965), französische Schauspielerin
- Françoise Sullivan (* 1923), kanadische Malerin, Bildhauerin, Tänzerin und Choreographin

#### V
- Françoise Vannay-Bressoud (1945–1998), Schweizer Politikerin
- Françoise Vergès (* 1952), französische Wissenschaftlerin, Kuratorin und Aktivistin
- Françoise Verny (1928–2004), französische Verlegerin

#### W
- Françoise-Louise de Warens (1699–1762), mütterliche Freundin von Jean-Jacques Rousseau
- Françoise Wilhelmi de Toledo (* 1953), Ärztin, Gründerin der Ärztegesellschaft für Heilfasten und Ernährung e.V. (ÄGHE)

#### Y
- Françoise Yip (* 1972), kanadische Schauspielerin

### Familienname
- Emmanuel Françoise (* 1987), französischer Fußballspieler